# Euston Square (métro de Londres)
Euston Square est une station des lignes : Circle line, Hammersmith & City line et Metropolitan line, du métro de Londres, en zone 1. Elle est située à Euston Road (en) dans le Borough londonien de Camden.

## À proximité
- Euston Road (en)
- University College de Londres